# اشتفی نریوس
اشتفی نریوس  (انگلیسی: Steffi Nerius؛ زاده ۱ ژوئیهٔ ۱۹۷۲) یک ورزشکار در رشته پرتاب نیزه اهل آلمان است.